# Lesli Myrthil
Lesli Myrthil, född 23 april 1977 i Spånga, är en svensk före detta basketspelare och expertkommentator. Han är bror till fotbollsspelaren Glenn Myrthil.